# Heggenzer von Wasserstelz (Adelsgeschlecht)

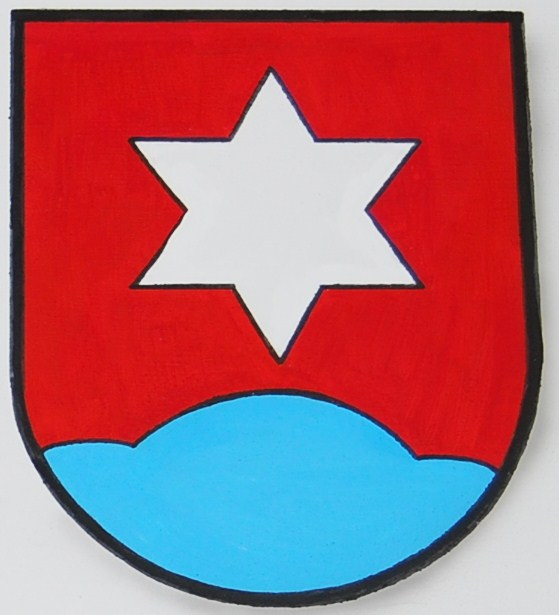
Wappen des Johann Melchior von Heggenzer

Die Heggenzer von Wasserstelz (auch: Hegezer, Heggenzi, Heggentz) waren ein Schaffhauser Patriziergeschlecht, das zwischen 1315 und 1587 urkundlich nachgewiesen ist.

## Geschichte
1315 kaufte Konrad Heggenzer das Dorf Altdorf von den Truchsessen von Diessenhofen. Das Geschlecht hatte Bürgerrecht in Zürich und Schaffhausen. In der Stadt Schaffhausen besetzten die Heggenzer Ämter als Rat und Schatzmeister. In der Schlacht bei Sempach ließ ein Hans Heggenzi 1386 sein Leben.   
1451 kam die Burg Weißwasserstelz als reichenauisches Lehen an Hans Heggenzi. Später fügte das Geschlecht seinem Namen den Zusatz von Wasserstelz hinzu. Das Geschlecht der Hegenzer von Wasserstelz ist aber nicht verwandt mit den Herren von Wasserstelz.
Das Schloss Schwarzwasserstelz verkauften sie 1587 an eine Familie Tschudi.

## Wappen
In Rot auf blauem Dreiberg ein sechsstrahliger silberner Stern.

## Persönlichkeiten des Geschlechts

### Der Großprior der Johanniter
Johann V. Heggenzer von Wasserstelz war 1505–1512 Großprior des deutschen Johanniterordens. Er verlegte den Sitz des deutschen Großpriorats nach Heitersheim, womit er einen Beschluss des Ordens von 1428 umsetzte. Er legte damit den Grundstein für das spätere Fürstentum Heitersheim. Seit 1506 war Johann auch Komtur des Ritterhauses Bubikon.

### Der Waldvogt
Johann Melchior Heggenzer von Wasserstelz war von 1537 bis 1559 Waldvogt der Grafschaft Hauenstein und Königlich Kaiserlicher Rat (1549) von Ferdinand I.; (Wappenscheibe im Schweizerischen Landesmuseum Zürich).

### Die Äbtissin

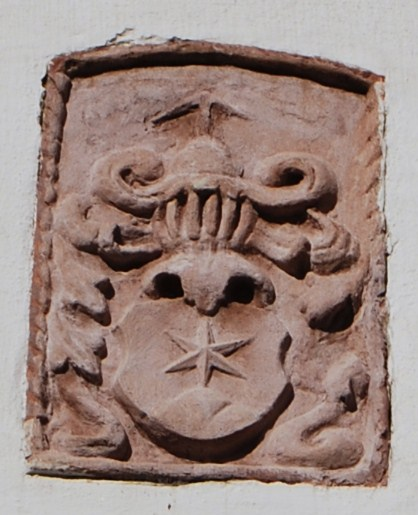
Wappen Äbtissin des Damenstifts Säckingen, Agathe Hegenzer von Wasserstelz

Agathe Heggenzer von Wasserstelz war 1550–1571 Äbtissin des Damenstifts Säckingen. Sie übernahm das Stift in einem desolaten Zustand. Nach der Reformation im Markgräflerland versuchte Markgraf Karl II. auch in dem dem Stift zugehörigen Dorf Stetten die Reformation einzuführen. Agathe gelang es jedoch diesen Versuch abzuwehren. Sie konnte auch sonst die Position des Stifts wirtschaftlich und politisch wieder verbessern. 1570 wurde sie von Kaiser Maximilian II. zum Reichstag in Speyer eingeladen. 